# Cour de justice Benelux
La Cour de justice Benelux est la cour de justice composée de 9 juges créée par traité, le 31 mars 1965, pour servir d'organe judiciaire du Benelux. Le traité la créant est entré en vigueur le 1er janvier 1974.

## Objectif
Son but est de promouvoir l'uniforme application des règles juridiques communes aux États Benelux en matière de propriété intellectuelle (marques de produits et de services, les dessins et les modèles), l'assurance de la responsabilité civile en matière de véhicules automoteurs, l’astreinte, les visas, le recouvrement des créances fiscales, la protection des oiseaux et l’égalité de traitement fiscal.

## Statut
La Cour n'est pas une institution de l'union économique Benelux. Cependant des liens institutionnels existent entre les deux, ainsi, la Cour partage son siège avec le secrétariat général de l'Union économique (à Bruxelles) et ses membres et greffiers sont nommés par le Comité des ministres du Benelux.

## Composition
La Cour se compose de neuf juges dont un président et deux vice-présidents (chacun étant de nationalité différente). Le nombre des juges suppléants varie de 3 à 5.
Il y a trois greffiers dont un greffier en chef.

## Sources

## Compléments